# 악사이

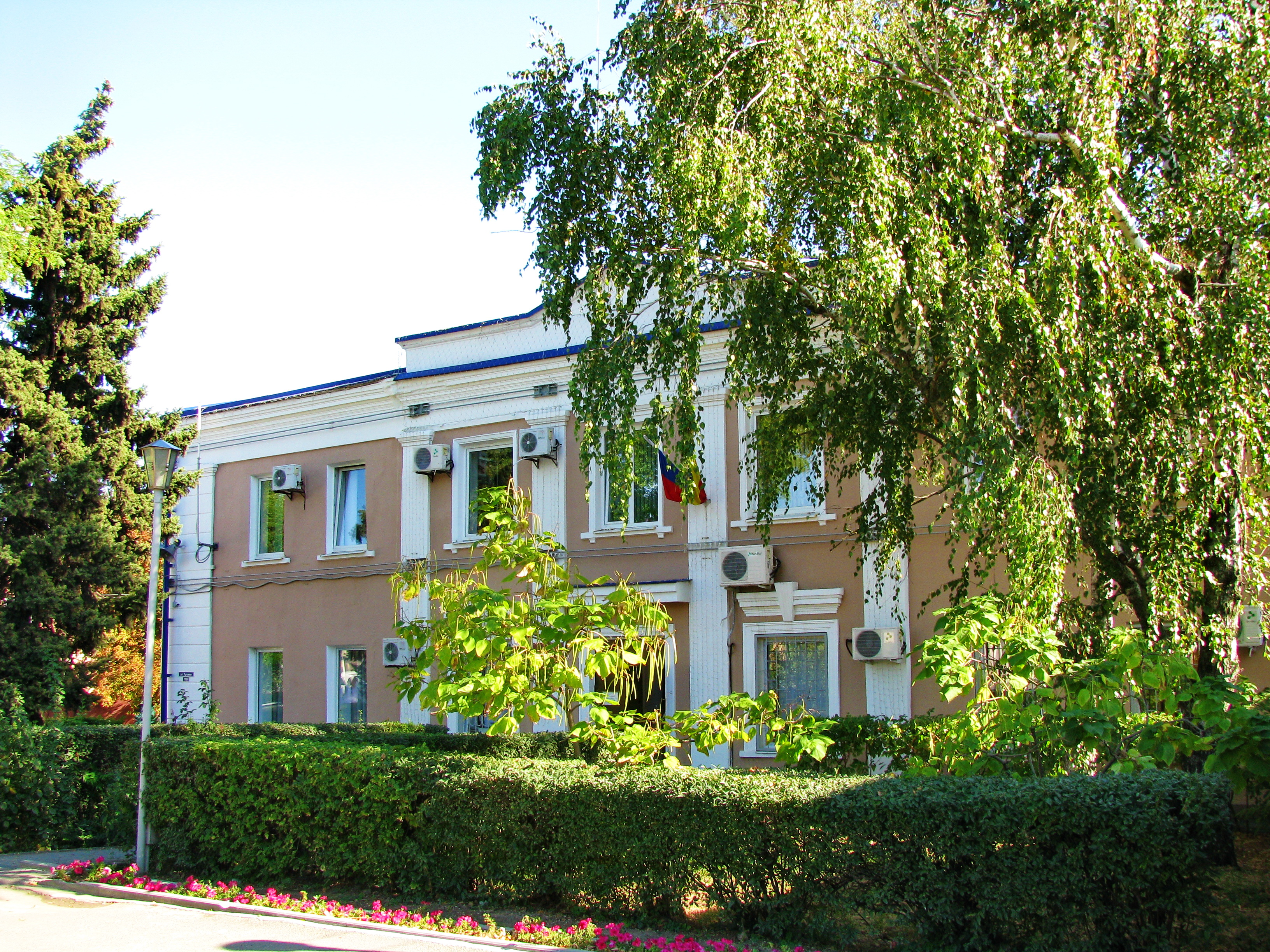

악사이(러시아어; Акса́й)는 로스토프 주 악사이 군에 속해있는 도시이다. 악사이 강이 흐르고 로스토프나도누에서 북동쪽으로 18km지점에 위치해 있다.